# Schenk S.A.
Die Schenk S.A. mit Sitz in Rolle ist ein auf Weinbau und Weinhandel spezialisiertes, international tätiges Schweizer Familienunternehmen. Sie befasst sich mit dem Anbau, der Herstellung und dem Vertrieb von Schweizer Weinen und führt ausländische Weine aus mehr als 15 Ländern ein, die auf dem inländischen Markt in den Handel gebracht werden. Neben Weinen vertreibt das Unternehmen auch Traubensaft. Die Schenk-Gruppe beschäftigt rund 120 Mitarbeiter und erwirtschaftete 2006 einen konsolidierten Umsatz von 450 Millionen Schweizer Franken.

## Geschichte
Das Unternehmen wurde 1893 in Rolle gegründet. 1915 übernahm Arnold Schenk an der Seite seines Schwiegervaters Albert Rolaz den regionalen Weinhandel und erwarb in der Folge im Kanton Waadt grosse Weindomänen, unter anderem Château de Châtagneréaz in Mont-sur-Rolle, Château de Vinzel oder Domaine du Martheray in Féchy. 1945 führte Schenk die Traubensaftmarke Grapillon ein. 
Arnold Schenk, der 1962 starb, übergab 1953 die Geschäftsleitung seinem ältesten Sohn Pierre. Dieser musste 1982 von seinem Amt zurücktreten. Hintergrund bildete der versuchte Auftragsmord an seiner Frau Josette Schenk zur Lösung eines zehn Jahre andauernden Scheidungskonflikts. Pierre Schenk wurde in der Folge zu zehn Jahren Gefängnisstrafe verurteilt, nach zwei Jahren und vier Monaten jedoch begnadigt. Die Geschäftsleitung wurde inzwischen von seinem jüngeren Bruder Andre übernommen. Die drei Geschwister, Pierre, Andre und Marie-Anne Bach-Schenk, gerieten in der Folge in einen jahrelangen Streit um die Erbschaft, der nie richtig beigelegt wurde. 
1996 übernahm Marie-Anne Bach-Schenks Schwiegersohn Filippo de Simone die Geschäftsleitung. Andre Schenk seinerseits starb im Juli 1997 während eines Waldspaziergangs. Die Polizei befand, dass es sich um ein Unglück handelte.